# Лимфатический узел

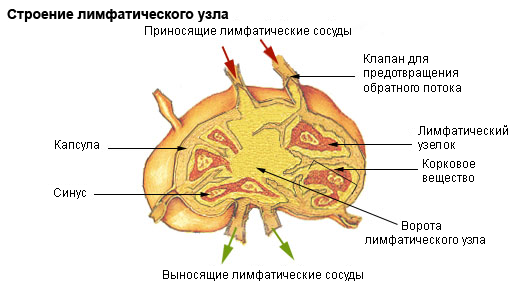
Структура лимфатического узла

Лимфатические узлы (лимфоузлы, лат. nodi lymphatici) или лимфатические фолликулы (лат. folliculus lymphaticus) — периферический орган лимфатической системы, выполняющий функцию биологического фильтра, через который протекает лимфа, поступающая от органов и частей тела.
В теле человека выделяют много групп лимфоузлов, называемых регионарными.

## Анатомия и физиология

Структура лимфатического узла и течение лимфы через лимфатические синусы

Лимфатические узлы представляют собой образования округлой, овальной, бобовидной, реже лентовидной формы размерами от 0,5 до 50 мм и более. Лимфоузлы окрашены в розовато-серый цвет. Лимфатические узлы располагаются по ходу лимфатических сосудов, как правило, гроздьями до десяти штук, возле кровеносных сосудов, чаще — возле крупных вен.
Поверхность лимфатического узла покрыта соединительнотканной капсулой, от которой внутрь узла отходят трабекулы — балки, также образованные соединительной тканью. Они представляют собой опорные структуры. Строма, структурная основа лимфатического узла, образована ретикулярной соединительной тканью, отростчатые клетки которой и образованные ими ретикулярные волокна формируют трёхмерную сеть. В состав стромы входят также фагоцитирующие клетки — макрофаги, представленные в лимфатических узлах несколькими разновидностями.
На разрезе органа выделяются две основные зоны. Ближе к капсуле — корковое вещество, в котором различают поверхностную часть и зону глубокой коры (паракортикальную зону). Внутренняя часть лимфатического узла получила название мозговое вещество.
Внутреннее пространство органа содержит скопления лимфоидной ткани. В области поверхностной коры, ближе к капсуле располагаются лимфатические узелки (фолликулы). На окрашенных препаратах они имеют более светлую центральную часть — герминативный центр, в котором происходит антигензависимая пролиферация и дифференцировка B-лимфоцитов (бурсазависимая зона). Поверхностная, более тёмная на препаратах часть узелка — лимфоидная корона содержит большое количество мелких, плотно расположенных лимфоцитов.
В зоне глубокой коры (паракортикальной зоне) лимфоциты располагаются плотно, довольно равномерно. В этой области преобладают T-лимфоциты, которые проходят здесь антигензависимую пролиферацию и дифференцировку (тимусзависимая зона).
В мозговом веществе скопления лимфоидной ткани представлены мозговыми тяжами (мякотными шнурами), в которые мигрируют B-лимфоциты из поверхностной коры. B-лимфоциты дифференцируются окончательно в плазматические клетки, продуцирующие иммуноглобулины — антитела.
Лимфа притекает к лимфатическим узлам по приносящим лимфатическим сосудам, подходящим к узлу с выпуклой стороны, и оттекает по выносящему лимфатическому сосуду, отходящему с вогнутой стороны узла в области ворот. Внутри узла лимфа медленно протекает (просачивается) по внутренним пространствам, которые называются лимфатическими синусами. Синусы располагаются между капсулой, трабекулами и скоплениями лимфоидной ткани. Как и сосуды, синусы имеют собственную выстилку, образованную литоральными (береговыми) клетками. Их отростки направлены внутрь синуса, где они контактируют с отростками ретикулярных клеток. Таким образом, в отличие от сосудов, синусы не имеют свободной полости, она перегорожена трёхмерной сетью, образованной ретикулярными и литоральными клетками, благодаря этому лимфа медленно просачивается по синусам. Это способствует её очищению от инородных частиц благодаря макрофагам, которые располагаются по краю лимфоидных скоплений. Протекая по синусам мозгового вещества, лимфа обогащается антителами, которые продуцируются плазматическими клетками мозговых тяжей.
Притекающая лимфа приносит в лимфатический узел чужеродные антигены, что приводит к развитию в лимфатических узлах реакций иммунного ответа. В зависимости от характера антигенов эти реакции развиваются преимущественно в бурса- или тимусзависимых зонах, что приводит к увеличению размеров лимфоидных скоплений этих зон.
Лимфоузел является барьером для распространения как инфекции, так и раковых клеток. В нём созревают лимфоциты — защитные клетки, которые активно участвуют в уничтожении чужеродных веществ и клеток.

## Локализация

Группы лимфатических узлов

Существует несколько групп лимфатических узлов. Располагаются эти группы таким образом, чтобы стать преградой на пути у инфекции и рака. Так, лимфоузлы располагаются в локтевом сгибе, подмышечной впадине, в коленном сгибе, а также паховой области. Лимфоузлы шеи обеспечивают защиту от инфекций и опухолей головы и органов, расположенных в области шеи.
Огромное количество лимфатических узлов находится в брюшной и грудной полости. Лимфокапилляры пронизывают органы так же, как и поверхностные ткани. Лимфоузлы, располагающиеся по ходу кровеносных сосудов, выполняют те же самые функции.
- внутригрудные, медиастинальные (mediastinal),
- бронхопульмональные (hilar),
- локтевые (epitrochlear and brachial),
- селезёночные (spleen),
- парааортальные (paraaortic),
- брыжеечные (mesenteric) (брыжейка)
- подвздошные (Iliac: общие, внутренние и внешние)
- паховые (Inguinal: глубокие и поверхностные),
- бедренные (femoral),
- подколенные (popliteal).

Следует отметить следующие синдромы увеличения лимфатических узлов, связанные с накоплением липидов:
- Синдром Гоше,
- Синдром Нимана — Пика.

## Увеличение лимфатических узлов при иммунных заболеваниях
Воспаление бывает вызвано следующими заболеваниями:
- Ревматоидный артрит
- Системная красная волчанка
- Дерматомиозит
- Сывороточная болезнь
- Реакция на лекарственные средства (дифенилгидантоин, гидралазин, аллопуринол)
- Ангиоиммунобластная лимфаденопатия
- Бубонная чума

## Увеличение лимфатических узлов при инфекционных заболеваниях
Увеличение лимфатических узлов свидетельствует о неблагополучии в зоне, которую «обслуживает» узел. Чаще всего увеличение лимфоузла связано с инфекцией, реже оно является следствием опухолевого поражения.
- При гнойных процессах, как правило, возникает острый лимфаденит — воспаление лимфатического узла. Возникает воспалительный процесс вследствие попадания микробов из ран, расположенных в «зоне обслуживания» лимфоузла. Основным проявлением является увеличение лимфоузла, появление болезненности при его пальпации. При возникновении гнойного процесса над лимфатическим узлом может краснеть кожа. Если в этот момент не вскрыть образовавшуюся полость, оболочка лимфоузла разрывается и гной проникает в окружающие ткани. Возникает тяжёлое осложнение лимфаденита — флегмона.
- У детей увеличение лимфатических узлов при туберкулёзе является одним из характерных проявлений инфекции. Чаще всего увеличиваются лимфоузлы грудной полости. Реже отмечается увеличение лимфоузлов шеи (в народе называют «золотухой»). Увеличение многих групп лимфатических узлов, в первую очередь внутригрудных, внутрибрюшных, шейных, подмышечных, характерно для туберкулёза на фоне иммунодефицита, вызванного ВИЧ-инфекцией.
- Нередкой причиной увеличения лимфоузла у детей является болезнь кошачьей царапины. Возбудителем этой инфекции является микроб, называемый бартонеллой. Переносчиками бактерии являются кошки. Из царапины микробы распространяются по лимфатическим сосудам и попадают в лимфоузлы, которые увеличиваются и становятся болезненными. Незаживающая гнойная рана и увеличенный близлежащий лимфатический узел всегда должны наводить на мысль о болезни кошачьей царапины как о причине такого состояния.
- При острых респираторных вирусных инфекциях (ОРВИ) у детей может отмечаться увеличение нескольких групп лимфоузлов. Является это следствием избыточного ответа иммунной системы на вторжение в организм вирусов. Как правило, лимфоузлы в таких случаях увеличиваются незначительно и при ощупывании болезненны.
- При венерических заболеваниях, в частности при сифилисе, увеличению лимфатического узла, как правило, в паховой области, предшествует возникновение язвы на половых органах — твёрдого шанкра. В отличие от других инфекционных заболеваний, при сифилисе увеличенный лимфоузел может быть безболезненным.
- Длительно существующее увеличение нескольких групп лимфатических узлов может свидетельствовать о таких заболеваниях, как бруцеллёз, листериоз, мононуклеоз, а также ВИЧ-инфекция.

## Увеличение лимфоузлов при опухолевых заболеваниях
Опухолевое поражение лимфатических узлов может быть следствием как лимфопролиферативных заболеваний, когда первоначально опухоль исходит из лимфоузла, так и следствием метастатического поражения. К лимфопролиферативным заболеваниям относится, прежде всего, лимфогранулематоз и лимфосаркомы. Лимфоузлы при этих заболеваниях увеличиваются до 3—4 см, а иногда и больше, при этом становятся плотными. При ощупывании такие лимфатические узлы безболезненны. При первоначальном увеличении внутригрудных и внутрибрюшных лимфоузлов лимфопролиферативные заболевания могут быть распознаны не сразу.